# طارق الشهراني
طارق الشهراني لاعب كرة قدم سعودي و يلعب في الوسط لعب سابقاً مع نادي أبها السعودي.

## وصلات خارجية
- طارق الشهراني على موقع قاعدة بيانات كرة القدم.إي يو (الإنجليزية)
- طارق الشهراني على موقع Soccerway.com (الإنجليزية)
- طارق الشهراني على موقع كووورة